# Eobaataridae
Eobaataridae — родина дрібних травоїдних викопних ссавців ряду багатогорбкозубі (Multituberculata). Назва родини походить від типового роду Eobaatar, назва якого складається з двох слів: грецького «ἠώς» (еос) — «світанок», та монгольського «baatar» — богатир, герой. Родина існувала протягом юрського та на початку крейдяного періоду.
Скам'янілі рештки знаходять в Європі та Азії. У 2013 році в Індії з ранньоюрських відкладень описаний рід Indobaatar, який може належати родині, якщо це так, то він є найдавнішим представником групи.

## Класифікація
Підклас †Allotheria Marsh, 1880
- Ряд †Multituberculata Cope, 1884:
  - Підряд †Plagiaulacida Simpson 1925
    - Група Plagiaulacidae
      - Родина †Eobaataridae Kielan-Jaworowska, Dashzeveg & Trofimov, 1987
        - Рід †Eobaatar Kielan-Jaworowska, Dashzeveg & Trofimov, 1987
          - Вид †E. magnus Kielan-Jaworowska, Dashzeveg & Trofimov, 1987
          - Вид †E. minor Kielan-Jaworowska, Dashzeveg & Trofimov, 1987
          - Вид †E. hispanicus Hahn & Hahn, 1992
          - Вид †E. pajaronensis Hahn & Hahn, 2001
          - Вид †E. clemensi Sweetman, 2009

        - Рід †Loxaulax Simpson, 1928
          - Вид †L. valdensis Simpson, 1928

        - Рід †Monobaatar Kielan-Jaworowska, Dashzeveg & Trofimov, 1987
          - Вид †M. mimicus Kielan-Jaworowska, Dashzeveg & Trofimov, 1987

        - Рід †Parendotherium Crusafont Pairó & Adrover, 1966
          - Вид †P. herreroi Crusafont Pairó & Adrover, 1966

        - Рід †Sinobaatar Hu & Wang, 2002
          - Вид †S. lingyuanensis Hu & Wang, 2002
          - Вид †S. xiei Kusuhashi et al., 2009
          - Вид †S. fuxinensis Kusuhashi et al., 2009

        - Рід †Heishanobaatar Kusuhashi et al., 2010
          - Вид †H. triangulus Kusuhashi et al., 2010

        - Рід †Liaobaatar Kusuhashi et al., 2009
          - Вид †L. changi Kusuhashi et al., 2009

        - Рід †Hakusanobaatar Kusuhashi et al., 2008
          - Вид †H. matsuoi Kusuhashi et al., 2008

        - Рід †Tedoribaatar Kusuhashi et al., 2008
          - Вид †T. reini Kusuhashi et al., 2008